# 브룩클린 서다노
브룩클린 서다노(Brooklyn Sudano, 1981년 1월 5일 ~ )는 미국의 배우, 가수 모델이다. 로스앤젤레스에서 태어났다.

## 출연 작품
- 시너스 앤 세인츠 (2010년) - 베스 역
- 섹스 후, 5일간의 여행 (2010년) - 이베트 몽고메리 역
- 어론 인 더 다크2 : 마녀 사냥꾼 (2008년)
- 썸바디 헬프 미 (2007년)

### 텔레비전
- 마이 와이프 앤 키즈 (2003-05)
- 90210 (2008)
- 11.22.63 (2016) - 크리스티 에핑 역
- 테이큰 (2017)